# Wybory prezydenckie w Algierii w 2024 roku
Wybory prezydenckie w Algierii w 2024 roku odbyły się 7 września 2024, zwyciężył w nich Abd al-Madżid Tabbun, obejmując drugą kadencję. Początkowo były zaplanowane na grudzień 2024 roku, jednak ich termin został przyspieszony z powodu warunków sezonowych i społecznych.

## System wyborczy
Prezydent Algierii wybierany jest w powszechnych wyborach bezpośrednich na okres pięciu lat w systemie podwójnym, jeżeli żaden kandydat nie uzyska większości głosów w pierwszej turze, przeprowadzana jest druga tura. Na mocy nowej konstytucji z 2016 roku prezydent może ubiegać się o jedną reelekcję.

## Wyniki
| Tabbun | 50–60% | 60–70% | 70–80% | 80–90% | 90%+ |

Wyniki według wilajatu

W wyborach zagłosowało 11 226 065 osób (frekwencja wynosiła 46.1%), z czego 1 764 637 (15.72%) zostało uznanych za nieważne. W wyborach zwyciężył Abd al-Madżid Tabbun, zagłosowało na niego 84.3% głosujących. Pozostali kandydaci zdobyli kolejno:
- Abdelaali Hassani Cherif - 9.56%
- Youcef Aouchiche - 6.14%